# Nacionalismo integralista
Nacionalismo Integralista ou Nacionalismo Integral, se refere a um conjunto de ideologias nacionalistas que veem no Integralismo, uma saída para defender sua nacionalidade; ou seja, defende instituições que alegadamente unem a nação.

## Origem Francesa
O Integralismo foi uma tentativa de integrar elementos sociais, na política; Charles Maurras, filósofo político, defendia que a integração, era a melhor forma de defender a nação francesa.
Maurras cria que a França estava em decadência desde a ascensão do Liberalismo na Revolução Francesa. Para ele, a República seria um sistema que desintegrava a nação; os partidos políticos, dominados por elites, representavam ideologias políticas, e nunca o "interesse comum".
Segundo o filósofo, as piores invasões francesas ocorreram durante a república e regimes Bonapartistas, enquanto na Monarquia, a França nunca foi invadida. Assim, Maurras defendia que somente a monarquia unia uma nação como a França.
A diferença com o nacionalismo Nazista e Fascista, seria que, enquanto o primeiro defendia a união de Sangue e Solo (sendo mais eugenista e territorialista) da nação, e o segundo defendia um estado centralizado (Totalitarismo), enquanto que Maurras defendia a monarquia como unificadora, e uma descentralização, aonde, segundo ele, municípios e núcleos teriam autonomia e cooperariam entre si, diferente da república, aonde entre si conflitavam.

## No Brasil
A Ação Integralista Brasileira, defendia teses similares à de Maurras, sendo assim, a favor de uma Democracia orgânica, aonde o Sufrágio universal seria substituído por votos emitidos por órgãos religiosos e familiares representantes de cidadãos. Gustavo Barroso, apesar de não ser anti-semita ao estilo Eugenista, fez críticas ao Sionismo, o vendo como uma organização internacional elitista.